# Subterfuge (US-amerikanische Band)
Subterfuge war eine US-amerikanische Hardcoreband aus Long Island, die auch der New York Hardcoreszene zugerechnet wird.

## Geschichte
Subterfuge wurde 1996 von Chris Mazella, John Moore und Rick Jiminez gegründet. Mit der Veröffentlichung ihrer ersten beiden Kassetten schufen sie eine kleine Fanbasis, wurden aber von der Szene in Long Island kaum beachtet. 1998 nahmen sie eine Demokassette auf, die auch nach New York gelangte. Sie kamen beim dortigen Label Pride Recordz, das gerade erst gegründet worden war, unter und ein Jahr später wurde die erste EP unter dem Titel Fight Back veröffentlicht.
Da es in Long Island kaum Auftrittsmöglichkeiten gab und somit nur größere und bekanntere Bands die Chance hatte, Konzerte zu spielen, erwarben Subterfuge und Atom IQLess ein Haus und gründeten im Keller The Cesspool, einen kleinen Club.
Im Sommer 2001 erschien Our Own Terms, die nächste EP der Band. Ed Lee war zur Band gestoßen und übernahm die Gitarre, so dass Mazella sich auf den Gesang konzentrieren konnte. Anschließend ging man mit The Backup Plan auf US-Tour. Im Herbst kam mit Jeremy Roman ein zweiter Gitarrist dazu, der die Band allerdings im November 2002 wieder verlassen sollte. Währenddessen wurde ein Subterfuge/The Backup Plan-Split veröffentlicht.
Im Juli 2003 erschien mit Est. 1996 der erste Longplayer der Band. Allerdings hatte die Band bereits beschlossen, sich aufzulösen. Bei den letzten Konzerten wurde dann noch Nobody Gets Out Alive verkauft. Die letzte Platte war auch die härteste der Gruppe.

## Diskografie

### Platten
- Senor Anchovie (Oktober 1996) – Kassette
- DOA (November 1997) – Kassette
- Demo (Februar 1998) – Kassette
- Fight Back (Pride Recordz, 11. Juni 1999) – 7" EP
- Promo 99/FUBAR – Split (Pride Recordz, August 1999) – Kassette
- Our Own Terms (Pride Recordz, 28. Januar 2001) – 7" EP
- Subterfuge/The Backup Plan Split (Pride Recordz, 22. April 2002) – 7" EP
- Est. 1996 (Pride Recordz, 7/25. Juli 2003) – CD/LP
- Nobody Gets Out Alive (Pride Recordz, 20. September 2003) – CD/LP

### Videos
- Powersurge/Subterfuge Split Video (5/98) – VHS
- Walk Together, Rock Together 2002 (2003) – DVD

### Kompilationen
- Redefine the Rockstar (3:16 Productions, 1999) – CD
- Screams of Truth (Fullswing Records, 1999) – CD
- Smithtown and Friends (Pride Recordz, 1999) – CD
- Time Capsule 2000 (House of Jordan, 2000) – CD
- All Ages (DIY Records, 2000) – CD
- This Means War (Sadisctic Records, 2000) – CD
- Subterranean Suburbia (Subcultured Records, 2001) – CD
- Sinking the Island (Switchblade Zine, 2002) – CD
- 631 vol. 1: A Long Island Compilation (Pride Recordz, 2003) – CD